# Левен, Гейнрих
Гейнрих Левен (нидерл. Heinrich Leven SVD, 13 июня 1883 года, Нидерланды — 31 января 1953 год, Энде, Индонезия) — голландский католический прелат, апостольский викарий Малых Зондских островов с 25 апреля 1933 года по 21 июня 1950 год, член монашеской конгрегации вербистов.

## Биография
29 сентября 1910 года Гейнрих Левен был рукоположён в священника в монашеской конгрегации вербистов.
25 апреля 1933 года Римский папа Пий X назначил Гейнриха Левена титулярным епископом Арки Армянской и апостольским викарием Малых Зондских островов. 25 апреля 1933 года состоялось рукоположение Гейнриха Левена в епископа, которое совершил епископ Хертогенбоса Арнольд Франс Дьепен в сослужении с епископом Бреды Питером Адрианом Виллемом Хопмансом и епископом Рурмонда Йозефом Хюбертом Виллемом Лемменсом.
21 июня 1950 года Гейнрих Левен подал в отставку. Скончался 31 января 1953 года в городе Энде.